# (4364) Shkodrov
(4364) Shkodrov – planetoida z pasa głównego asteroid okrążająca Słońce w ciągu 3 lat i 203 dni w średniej odległości 2,33 j.a. Została odkryta 7 listopada 1978 roku. Nazwa planetoidy pochodzi od Władimira Szkodrowa, bułgarskiego astronoma. Przed nadaniem nazwy planetoida nosiła oznaczenie tymczasowe (4364) 1978 VV5.